# Canton de Lussac-les-Châteaux
Le canton de Lussac-les-Châteaux est une circonscription électorale française située dans le département de la Vienne et la région Nouvelle-Aquitaine.

## Géographie
Ce canton est organisé autour de Lussac-les-Châteaux dans l'arrondissement de Montmorillon. Son altitude varie de 67 m (Civaux) à 232 m (Asnières-sur-Blour).

## Histoire
Le canton de Lussac-les-Châteaux a été créé en 1801.
Un nouveau découpage territorial de la Vienne entre en vigueur à l'occasion des premières élections départementales suivant le décret du 26 février 2014. Les conseillers départementaux sont, à compter de ces élections, élus au scrutin majoritaire binominal mixte. Les électeurs de chaque canton élisent au Conseil départemental, nouvelle appellation du Conseil général, deux membres de sexe différent, qui se présentent en binôme de candidats. Les conseillers départementaux sont élus pour 6 ans au scrutin binominal majoritaire à deux tours, l'accès au second tour nécessitant 12,5 % des inscrits au 1er tour. En outre la totalité des conseillers départementaux est renouvelée. Ce nouveau mode de scrutin nécessite un redécoupage des cantons dont le nombre est divisé par deux avec arrondi à l'unité impaire supérieure si ce nombre n'est pas entier impair, assorti de conditions de seuils minimaux. Dans la Vienne, le nombre de cantons passe ainsi de 38 à 19. Le nombre de communes du canton de Lussac-les-Châteaux passe de 10 à 25.
Le canton de Lussac-les-Châteaux est formé depuis de communes des anciens cantons de L'Isle-Jourdain (10 communes), de Lussac-les-Châteaux (10 communes) et de Gençay (5 communes). Il est entièrement inclus dans l'arrondissement de Montmorillon. Le bureau centralisateur est situé à Lussac-les-Châteaux.

## Représentation

### Conseillers généraux de 1833 à 2015
| Période | Période      | Identité                                                                  | Étiquette             | Qualité |
| ------- | ------------ | ------------------------------------------------------------------------- | --------------------- | --- |
| 1833    | 1846 (décès) | Louis Michel Robert de Beauchamp (1785-1846)                              |                       | Maître de forges à Lhommaizé                                                                                              |
| 1846    | 1894 (décès) | Louis Evariste Robert de Beauchamp (père) (1820-1894) (fils du précédent) | Droite                | Maître de forges Député (1854-1870 et 1876-1881) Sénateur (1885-1891), maire de Lhommaizé (1855-1870 et 1871-1894)        |
| 1894    | 1898         | Lucien Thiaudière                                                         | Républicain           | Docteur en médecine, Maire de Lussac-les-Châteaux                                                                         |
| 1898    | 1900 (décès) | Louis Aimé Bénizeau                                                       | Républicain           | Capitaine d'infanterie en retraite à Lussac-les-Châteaux                                                                  |
| 1901    | 1910         | Louis-Evariste Robert de Beauchamp (fils)                                 | Droite                | Maire de Lhommaizé (1897-1919)                                                                                            |
| 1910    | 1919         | Gaston Dupont                                                             | RG                    | Docteur en médecine Maire de Lussac-les-Châteaux (1902-1940 et 1944-1946), conseiller d'arrondissement Député (1910-1912) |
| 1919    | 1922         | Eugène Fradin                                                             | Rad.                  | Propriétaire, maire de Mazerolles (1897-1945), conseiller d'arrondissement                                                |
| 1922    | 1934         | Maurice Samson                                                            | RG                    | Maire de Lhommaizé (1919-1935)                                                                                            |
| 1934    | 1940         | Luc Levesque                                                              | RG                    | Exploitant agricole Député (1936-1940) Maire de La Chapelle-Morthemer                                                     |
|         |              |                                                                           |                       | |
| 1945    | 1961 (déchu) | Luc Levesque                                                              | PPUS puis RGR         | Député (1945-1946) Maire de La Chapelle-Morthemer                                                                         |
| 1961    | 1979         | Joseph Bienvenu                                                           | Rad. puis UDF-Radical | Courtier en grains Maire de Bouresse (1945-1989)                                                                          |
| 1979    | 1994 (décès) | Michel Maupin                                                             | DVD                   | Ébéniste, maire de Lussac-les-Châteaux (1974-1994)                                                                        |
| 1994    | 2004         | Robert Bon                                                                | PCF                   | Principal de collège, maire de Gouex (1983-2001)                                                                          |
| 2004    | 2015         | Thierry Mesmin                                                            | PS                    | Cultivateur céréalier Maire de Persac (2008-2014) Ancien Président de la Communauté de Communes du Lussacois              |

### Conseillers d'arrondissement (de 1833 à 1940)
Le canton de Lussac avait deux conseillers d'arrondissement.
| Période                                  | Période | Identité                                                | Étiquette    | Qualité |
| ---------------------------------------- | ------- | ------------------------------------------------------- | ------------ | --- |
| 1833                                     | 1836    | Nicolas Louis Gabriel de Savatte                        |              | Propriétaire à Persac                                                                                       |
| 1833                                     | 1839    | Michel Pierre Foureau                                   |              | Propriétaire, directeur des forges de Gouex                                                                 |
| 1836                                     | 1842    | César Pierre Savin d'Orfond                             |              | Maitre d'équipage, maire de Lussac                                                                          |
| 1839                                     | 1845    | Paul Laurent Augier de Moussac                          |              | Receveur des Finances, propriétaire à Montmorillon                                                          |
| 1842                                     | 1848    | Louis Aubar (1788-1866)                                 |              | Capitaine de cavalerie, propriétaire à Poitiers et à Bouresse                                               |
| 1845                                     | 1848    | François Émile de Mauvisé, Comte de Villars (1790-1880) |              | Propriétaire du château de Villars à Persac                                                                 |
|                                          |         |                                                         |              | |
| 1883                                     | 1895    | Ferdinand Mesmin-Desvaux                                | Conservateur | Propriétaire à Bouresse                                                                                     |
| 1883                                     | 1895    | René Bonnin de La Bonninère de Beaumont (1835-1901)     | Conservateur | Militaire, maire de Persac                                                                                  |
| 1895                                     | 1901    | Paul Marchadier                                         | Républicain  | Médecin à Lussac                                                                                            |
| 1895                                     | 1901    | M. Bordeau                                              | Républicain  | |
| 1901                                     | 1907    | Comte Étienne Robert de Beauchamp (1859-1957)           | Conservateur | Consul honoraire de Belgique, Président de l'Hospitalité de Notre-Dame de Lourdes, maire de Morthemer       |
| 1901                                     | 1913    | Alexandre Justin de La Biche                            | Conservateur | Propriétaire à Lussac-les-Châteaux                                                                          |
| 1907                                     | 1910    | Gaston Dupont                                           | Républicain  | Maire de Lussac                                                                                             |
|                                          | 1913    | M. Lacoste                                              |              | |
| 1910                                     | 1919    | Eugène Fradin                                           | Radical      | Propriétaire, maire de Mazerolles                                                                           |
|                                          |         |                                                         |              | |
| 1919                                     | 1925    | M. Bordeau                                              | Républicain  | |
| 1919                                     | 1940    | Henri Couillaud                                         | RG           | |
| 1925                                     | 1931    | M. Berthon                                              |              | |
| 1931                                     | 1940    | Jean-Baptiste Sirot                                     | Radical      | Propriétaire à Persac                                                                                       |
| 1940                                     |         |                                                         |              | Les conseils d'arrondissement ont été suspendus par la loi du 12 octobre 1940 et n'ont jamais été réactivés |
| Les données manquantes sont à compléter. |         |                                                         |              | |

### Conseillers départementaux depuis 2015
| Période élective | Période élective | Mandat | Mandat   | Identité             | Nuance | Nuance | Qualité |
| ---------------- | ---------------- | ------ | -------- | -------------------- | ------ | ------ | --- |
| 2015             | 2021             | 2015   | 2021     | François Bock        |        | DVD    | Commercial - Maire de Gençay (depuis 2014)                                                                           |
| 2015             | 2021             | 2015   | 2021     | Marie-Renée Desroses |        | DVD    | Employée de banque Maire de Civaux (depuis 2020) 11ème Vice-Présidente chargée des personnels et des moyens généraux |
| 2021             | 2028             | 2021   | en cours | François Bock        |        | DVD    | Conseiller sortant                                                                                                   |
| 2021             | 2028             | 2021   | en cours | Marie-Renée Desroses |        | DVD    | Conseillère sortante 11e Vice-Présidente du Conseil départemental - Ressources Humaines, Moyens Généraux             |

### Résultats détaillés

#### Élections de mars 2015
À l'issue du 1er tour des élections départementales de 2015, deux binômes sont en ballottage : François Bock et Marie-Renée Desroses (UMP, 36,14 %) et Gisèle Jean et Thierry Mesmin (DVG, 33,73 %). Le taux de participation est de 56,38 % (7 984 votants sur 14 162 inscrits) contre 51,35 % au niveau départemental et 50,17 % au niveau national.
Au second tour, François Bock et Marie-Renée Desroses (UMP) sont élus avec 52,61 % des suffrages exprimés et un taux de participation de 56,83 % (3 882 voix pour 8 048 votants et 14 162 inscrits).

#### Élections de juin 2021
Le premier tour des élections départementales de 2021 est marqué par un très faible taux de participation (33,26 % au niveau national). Dans le canton de Lussac-les-Châteaux, ce taux de participation est de 35,39 % (4 899 votants sur 13 844 inscrits) contre 33,61 % au niveau départemental. À l'issue de ce premier tour, deux binômes sont en ballottage : François Bock et Marie-Renée Desroses (Union à droite, 56,84 %) et Julie Lecomte et Sebastien Roumet (PCF, 25,34 %).
Le second tour des élections est marqué une nouvelle fois par une abstention massive équivalente au premier tour. Les taux de participation sont de 34,36 % au niveau national, 33,96 % dans le département et 34,63 % dans le canton de Lussac-les-Châteaux. François Bock et Marie-Renée Desroses (Union à droite) sont élus avec 69,75 % des suffrages exprimés (3 073 voix pour 4 794 votants et 13 843 inscrits),,. 

## Composition

### Composition avant 2015

Carte de localisation du canton de Lussac-les-Châteaux dans le département de la Vienne, redécoupage de 1982.

Le canton de Lussac-les-Châteaux regroupait 10 communes.
| Nom                             | Code Insee | Codepostal | Superficie (km2) | Population (dernière pop. légale) | Densité (hab./km2) |
| ------------------------------- | ---------- | ---------- | ---------------- | --------------------------------- | ------------------ |
| Lussac-les-Châteaux (chef-lieu) | 86140      | 86320      | 28,06            | 2 317 (2012)                      | 83                 |
| Bouresse                        | 86034      | 86410      | 36,62            | 561 (2012)                        | 15                 |
| Civaux                          | 86077      | 86320      | 26,39            | 1 079 (2012)                      | 41                 |
| Gouex                           | 86107      | 86320      | 18,16            | 480 (2012)                        | 26                 |
| Lhommaizé                       | 86131      | 86410      | 30,59            | 840 (2012)                        | 27                 |
| Mazerolles                      | 86153      | 86320      | 21,25            | 829 (2012)                        | 39                 |
| Persac                          | 86190      | 86320      | 59,41            | 852 (2012)                        | 14                 |
| Saint-Laurent-de-Jourdes        | 86228      | 86410      | 17,96            | 193 (2012)                        | 11                 |
| Sillars                         | 86262      | 86320      | 60,79            | 626 (2012)                        | 10                 |
| Verrières                       | 86285      | 86410      | 19,58            | 955 (2012)                        | 49                 |

### Composition à partir de 2015
Le canton de Lussac-les-Châteaux comprend désormais vingt-cinq communes entières.
| Nom                                         | Code Insee | Intercommunalité           | Superficie (km2) | Population (dernière pop. légale) | Densité (hab./km2) | Modifier                                    |
| ------------------------------------------- | ---------- | -------------------------- | ---------------- | --------------------------------- | ------------------ | ------------------------------------------- |
| Lussac-les-Châteaux (bureau centralisateur) | 86140      | CC Vienne et Gartempe      | 28,06            | 2 261 (2022)                      | 81                 | modifier les données · modifier les données |
| Adriers                                     | 86001      | CC Vienne et Gartempe      | 68,09            | 701 (2022)                        | 10                 | modifier les données · modifier les données |
| Asnières-sur-Blour                          | 86011      | CC Vienne et Gartempe      | 32,49            | 189 (2022)                        | 5,8                | modifier les données · modifier les données |
| Bouresse                                    | 86034      | CC Vienne et Gartempe      | 36,62            | 623 (2022)                        | 17                 | modifier les données · modifier les données |
| Brion                                       | 86038      | CC du Civraisien en Poitou | 16,08            | 221 (2022)                        | 14                 | modifier les données · modifier les données |
| Civaux                                      | 86077      | CC Vienne et Gartempe      | 26,39            | 1 205 (2022)                      | 46                 | modifier les données · modifier les données |
| Gençay                                      | 86103      | CC du Civraisien en Poitou | 4,74             | 1 681 (2022)                      | 355                | modifier les données · modifier les données |
| Gouex                                       | 86107      | CC Vienne et Gartempe      | 18,16            | 473 (2022)                        | 26                 | modifier les données · modifier les données |
| L'Isle-Jourdain                             | 86112      | CC Vienne et Gartempe      | 5,92             | 1 146 (2022)                      | 194                | modifier les données · modifier les données |
| Lhommaizé                                   | 86131      | CC Vienne et Gartempe      | 30,59            | 912 (2022)                        | 30                 | modifier les données · modifier les données |
| Luchapt                                     | 86138      | CC Vienne et Gartempe      | 26,39            | 248 (2022)                        | 9,4                | modifier les données · modifier les données |
| Mazerolles                                  | 86153      | CC Vienne et Gartempe      | 21,25            | 853 (2022)                        | 40                 | modifier les données · modifier les données |
| Millac                                      | 86159      | CC Vienne et Gartempe      | 40,59            | 467 (2022)                        | 12                 | modifier les données · modifier les données |
| Moussac                                     | 86171      | CC Vienne et Gartempe      | 24,69            | 433 (2022)                        | 18                 | modifier les données · modifier les données |
| Mouterre-sur-Blourde                        | 86172      | CC Vienne et Gartempe      | 20,18            | 167 (2022)                        | 8,3                | modifier les données · modifier les données |
| Nérignac                                    | 86176      | CC Vienne et Gartempe      | 4,46             | 117 (2022)                        | 26                 | modifier les données · modifier les données |
| Persac                                      | 86190      | CC Vienne et Gartempe      | 59,41            | 718 (2022)                        | 12                 | modifier les données · modifier les données |
| Queaux                                      | 86203      | CC Vienne et Gartempe      | 52,64            | 570 (2022)                        | 11                 | modifier les données · modifier les données |
| Saint-Laurent-de-Jourdes                    | 86228      | CC Vienne et Gartempe      | 17,96            | 196 (2022)                        | 11                 | modifier les données · modifier les données |
| Saint-Maurice-la-Clouère                    | 86235      | CC du Civraisien en Poitou | 39,60            | 1 310 (2022)                      | 33                 | modifier les données · modifier les données |
| Saint-Secondin                              | 86248      | CC du Civraisien en Poitou | 38,14            | 531 (2022)                        | 14                 | modifier les données · modifier les données |
| Sillars                                     | 86262      | CC Vienne et Gartempe      | 60,79            | 571 (2022)                        | 9,4                | modifier les données · modifier les données |
| Usson-du-Poitou                             | 86276      | CC Vienne et Gartempe      | 72,64            | 1 226 (2022)                      | 17                 | modifier les données · modifier les données |
| Verrières                                   | 86285      | CC Vienne et Gartempe      | 19,58            | 930 (2022)                        | 47                 | modifier les données · modifier les données |
| Le Vigeant                                  | 86289      | CC Vienne et Gartempe      | 64,36            | 656 (2022)                        | 10                 | modifier les données · modifier les données |
| Canton de Lussac-les-Châteaux               | 8610       |                            | 829,82           | 18 405 (2022)                     | 22                 | modifier les données                        |

## Démographie

### Démographie avant 2015
| 1962  | 1968  | 1975  | 1982  | 1990  | 1999  | 2006  | 2011  | 2012  |
| ----- | ----- | ----- | ----- | ----- | ----- | ----- | ----- | ----- |
| 8 834 | 8 406 | 8 110 | 8 008 | 7 777 | 8 482 | 8 513 | 8 642 | 8 732 |

### Démographie depuis 2015
En 2022, le canton comptait 18 405 habitants, en évolution de −2,29 % par rapport à 2016 (Vienne : +0,6 %, France hors Mayotte : +2,11 %).
| 2013   | 2018   | 2022   |
| ------ | ------ | ------ |
| 18 722 | 18 744 | 18 405 |